# Macrobrachium nepalense
Macrobrachium nepalense är en kräftdjursart som beskrevs av Kamita 1974. Macrobrachium nepalense ingår i släktet Macrobrachium och familjen Palaemonidae. Inga underarter finns listade i Catalogue of Life.